# Virgile Vandeput
Virgile Vandeput (hebräisch וירג'יל ואן דה פוט; * 6. September 1994 in Anderlecht) ist ein ehemaliger belgisch-israelischer Skirennläufer.

## Biographie
Vandeput ist Doppelstaatsbürger und besitzt sowohl die belgische, als auch israelische Staatsangehörigkeit. Er wuchs in Belgien auf und begann im Alter von 12 Jahren mit dem Skisport. Mit 16 wechselte er jedoch zum israelischen Verband, da er sich dort mehr Chancen auf Teilnahmen an Olympischen Spielen und Weltmeisterschaften erhoffte.
Sein internationales Renndebüt gab er noch für Belgien am 27. November 2009 bei einem FIS-Slalom in Val Thorens, sein erstes Rennen für Israel erfolgte zwei Jahre später am gleichen Ort.
Zum ersten Mal bei einem internationalen Großereignis startete Vandeput 2011 bei den Weltmeisterschaften in Garmisch-Partenkirchen, wo er als bestes Ergebnis Rang 62 im Riesenslalom belegte.
Sein bestes Resultat bei einem internationalen Großereignis erzielte er bei den darauffolgenden Weltmeisterschaften in Schladming mit Rang 48 im Slalom.
2014 sollte Vandeput bei den Olympischen Winterspielen in Sotschi im Riesenslalom starten, jedoch zog er sich im Training eine Knöchelverletzung zu, wodurch er nicht starten konnte. Danach ist er nicht mehr als Rennläufer in Erscheinung getreten.

## Erfolge

### Olympische Winterspiele
- Sotschi 2014: DNS Riesenslalom

### Weltmeisterschaften
- Garmisch-Partenkirchen 2011: 62. Riesenslalom, DSQ Slalom
- Schladming 2013: 48. Slalom, 65. Riesenslalom

### Weitere Erfolge
- 3 Platzierungen unter den besten 10 bei FIS-Rennen